# Главное управление цензуры
Главное управление цензуры (Верховный Цензурный Комитет) — высшая цензурная инстанция, образованная в соответствии с «Уставом о цензуре» 1826 года при Министерстве народного просвещения. Существовало с 22 апреля (4 мая) 1828 года по 10 (22) марта 1863 года. Расформировано в связи с передачей вопросов цензуры в Министерство внутренних дел.
Главное управление цензуры возглавлялось начальником (председателем), имело Совет и канцелярию; при нём состояли также особые цензоры драматических сочинений и чиновники особых поручений. В Совет Главного управления цензуры входили: президенты Императорской Академии наук и Императорской Академии художеств, товарищ министра народного просвещения, а также лица, представлявшие Министерство внутренних дел, Министерство иностранных дел; затем добавились — управляющий III отделением Собственной Его Императорского Величества канцелярии, попечитель Петербургского учебного округа и представитель духовного ведомства. Председателем Главного управления цензуры являлся министр народного просвещения. Главному управлению цензуры были подчинены цензурные комитеты в Санкт-Петербурге, Москве; затем — в Риге, Вильне, Киеве, Одессе, Тифлисе, Центральный комитет цензуры иностранной в Санкт-Петербурге и подведомственные ему комитеты в Риге и Одессе, а также отдельные цензоры в Дерпте, Ревеле и Казани.
Главная цель деятельности Главного управления цензуры заключалась «в общем направлении действий цензурных комитетов к полезной и согласной с намерениями правительства цели и в разрешении важнейших обстоятельств, встречающихся при рассматривании предполагаемых к изданию в свет сочинений». Оно осуществляло надзор за точным соблюдением цензурных уставов; давало пояснения к уставам и инструкциям, замечания и порицания цензорам в случаях нарушений и ошибок; рассматривало жалобы авторов и издателей, а также рукописи, по которым цензурные комитеты не составляли единого мнения или по которым имелось особое мнение председателя цензурного комитета. В Главном управлении цензуры составлялись ежегодные реестры одобренных и запрещённых книг, которые представлялись министру народного просвещения и министру внутренних дел.
В ходе перестройки цензуры Главное управление цензуры в 1863 году было упразднено, а со вступлением в силу Временных правил о печати 1865 года его функции перешли к Главному управлению по делам печати.